# Olešnyk
Olešnyk, česky také Egreš, ukrajinsky Олешник, do roku 1946 Егреш, maďarsky Szőlősegres, je obec v okrese Berehovo v Zakarpatské oblasti na Ukrajině. Od 12. června 2020 je součástí Vinohradivské městské komunity. V roce 2024 zde žilo 4696 obyvatel.
Přes obec vede Boržavská hospodářská dráha.

## Historie
První písemná zmínka o této obci pochází z roku 1284. Do podepsání Trianonské smlouvy byla ves součástí Uherska, poté byla součástí Československa. Od roku 1945 byla obec součástí Sovětského svazu, resp. Ukrajinské sovětské socialistické republiky; nakonec od roku 1991 je součástí samostatné Ukrajiny.